# Belone
Los agujones del género Belone son peces marinos de la familia belónidos —el género tipo de esta—, distribuidos por el océano Atlántico, mar Mediterráneo y mar Negro.
Tienen el cuerpo muy alargado y fino con un tamaño corporal máximo está en torno a 45 cm, aunque pueden alcanzar tamaños mayores, teniendo la mandíbula inferior un poco más larga que la superior.

## Hábitat
Viven cerca de la superficie formando cardumenes, alimentándose de pequeños peces y plancton de gran tamaño.

## Especies
Existe cierta controversia sobre si es un género con una sola especie, aunque actualmente se aceptan dos especies válidas en este género:
- Belone belone (Linnaeus, 1761) - Aguja
- Belone svetovidovi (Collette y Parin, 1970) - Agujilla